# Debila
Debila är en ort i Algeriet.   Den ligger i provinsen El Oued, i den nordöstra delen av landet, 500 km sydost om huvudstaden Alger. Debila ligger 52 meter över havet och antalet invånare är 36 834.
Terrängen runt Debila är mycket platt, och sluttar norrut. Runt Debila är det glesbefolkat, med 13 invånare per kvadratkilometer. Närmaste större samhälle är El Oued, 19,6 km söder om Debila. Trakten runt Debila är ofruktbar med lite eller ingen växtlighet.